# Fabara
Fabara (aragónul: Favara, katalánul: Favara de Matarranya) település Spanyolországban,  Zaragoza tartományban. Fabara Batea, Mequinenza, Nonaspe, Maella és Caspe községekkel határos. Lakosainak száma 1047 fő (2024).

## Népesség
A település népessége az utóbbi években az alábbiak szerint változott:
| Lakosok száma | 1227 | 1195 | 1230 | 1225 | 1255 | 1231 | 1172 | 1125 | 1088 | 1047 |
|               | 2001 | 2004 | 2007 | 2009 | 2012 | 2014 | 2017 | 2019 | 2022 | 2024 |